# Železná Ruda

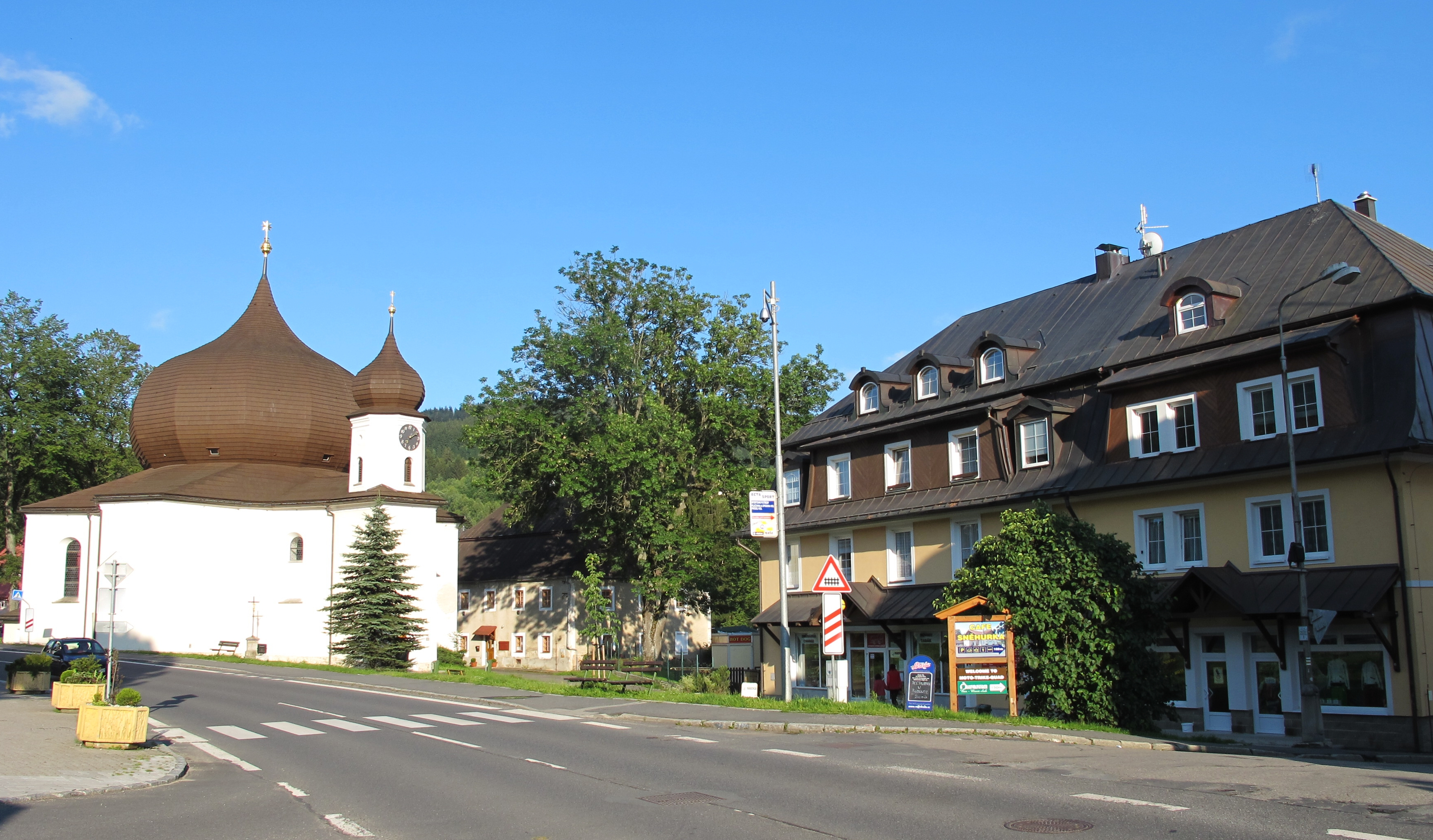

Železná Ruda (niem. Markt Eisenstein) – miasto w Czechach, w powiecie Klatovy, w kraju pilzneńskim, przy Parku Narodowym Šumava i granicy z Niemcami (Bayerisch Eisenstein). Według danych z 31 grudnia 2016 powierzchnia miasta wynosiła 7 982 ha, a liczba jego mieszkańców 1 636 osób. Ośrodek turystyczny i punkt wyjścia w góry Szumawy.

## Historia
Miejscowość wzmiankowana po raz pierwszy w XVI w., prawa miejskie otrzymała w roku 1849. W drugiej połowie XIX w. wybudowano kolej z Pilzna do Bawarii. Rozwój miasta jako ośrodka turystycznego został wstrzymany przez drugą wojnę światową i rozwinął się częściowo po otwarciu granic w początku lat 60. XX w., a jeszcze intensywniej po przemianach politycznych roku 1989.

## Zabytki
- kościół Marii Panny (Panny Marie Pomocné z hvězdy ) 1729–1732, w stylu barokowym
- kaplica św. Antoniego i św. Barbary z roku 1836
- droga krzyżowa, wyświęcona w r. 1815[2]

## Transport
Miasto znajduje się przy linii kolejowej (Deggendorf-Klatovy) i drogach 27 i 190. Najdłuższy w Czechach tunel kolejowy (1747 m).
Dworzec kolejowy Železná Ruda-Alžbětín – Bayerisch Eisenstein

## Demografia
| Rok             | 1970  | 1980  | 1991  | 2001  | 2003  |
| --------------- | ----- | ----- | ----- | ----- | ----- |
| Liczba ludności | 1 363 | 1 215 | 1 680 | 2 017 | 2 096 |

Źródło: Czeski Urząd Statystyczny